# Епафродит
Епафродит (грец. Έπαφρόδιτος — люб'язний, приємний) — апостол від сімдесяти, сподвижник апостола Павла, який, посилаючи його до філіппійських християн, так говорить про його самовіддану працю на ниві Христовій (Фил. 2:25-30):
|  | ... я вважав за потрібне послати до вас Епафродита, свого співробітника і сподвижника мого, а вашого апостола й служителя в потребі моїй ... він був хворий при смерті, але Бог помилував його, і не його тільки, але і мене, щоб я смутку на смуток ... Прийміть же його в Господі з усякою радістю, і майте в пошані, бо за діло Христове був близький до смерті, наражаючи на небезпеку життя, щоб доповнити ваш нестаток служіння для мене. |

За переказами, Епафродит був єпископом в Андріанії, під Фракією, Метафраст і римський мартиролог називають його єпископом Тарраціни в Італії .
Дні пам'яті в православній церкві: 17 (4) січня — соборна пам'ять апостолів від 70-ти, 21 (8) грудня і 12 квітня (30 березня); в католицькій церкві — 22 березня.